# الک پلین (واشینگتن)
الک پلین (به انگلیسی: Elk Plain) یک منطقهٔ مسکونی در ایالات متحده آمریکا است که در شهرستان پیرس، واشینگتن واقع شده‌است. الک پلین ۲۴٫۸ کیلومتر مربع مساحت و ۱۴٬۲۰۵ نفر جمعیت دارد و ۱۳۲ متر بالاتر از سطح دریا واقع شده‌است.